# 鹿児島市立吉野小学校
鹿児島市立吉野小学校（かごしましりつ よしのしょうがっこう）は、鹿児島県鹿児島市吉野町にある市立の小学校。

## 概要
鹿児島市の北部、吉野地域の中央部に位置する小学校である。2010年5月1日現在の生徒数は1,017名、学級数は31、その他に特別支援学級が2学級設置されている。また、記録に残る中で吉野小学校に在籍していた児童が最も多かったのは吉野東小学校が新設される前年の1980年（昭和55年）で、2,238名が在籍していた。
1853年に吉野薬園の跡地に私学校の分校として設置されたのが吉野小学校の起源である。吉野薬園は薩摩藩においては、佐多旧薬園、山川薬園に並んで「三薬園」と呼ばれ、多くの薬草が栽培されていた。また、吉野薬園が所在していた名残として駆虫、消化、鎮痛の効能があるとされているアキニレの木が校庭に現存しており、鹿児島市の条例により保存樹に指定されている。

## 沿革
- 1853年 - 聖堂分校が設置される。
- 1871年（明治4年） - 聖堂分校がのちの帯迫の分校と合併し第12郷校となる。
- 1873年（明治6年） - 第12郷校の一部に分校が併設
- 1876年（明治9年） - 原小学校と改称。
- 1934年（昭和9年） - 吉野村が鹿児島市に編入されたのに伴い、鹿児島市吉野尋常高等小学校に改称[2]。
- 1941年（昭和16年） - 国民学校令が施行されたのに伴い、吉野国民学校と改称
- 1947年（昭和22年） - 学制改革が行われたのに伴い、鹿児島市立吉野小学校に改称。
- 1970年（昭和45年） - 校区の一部を鹿児島市立大明丘小学校に分離。同時に竜ヶ水地域にあった龍水小学校が廃校になったのに伴い、上之原集落の児童を編入する[2]。
- 1981年（昭和56年） - 校区の一部を鹿児島市立吉野東小学校に分離。

## 通学区域
吉野小学校の通学区域は以下の町丁の区域にあたる。
- 下田町の一部、吉野町の一部、吉野1丁目の一部

## 進学先中学校
- 鹿児島市立吉野中学校